# Lorena Ponce de León
Lorena Ponce de León Núñez (Montevideo, 6 ottobre 1976) è un'architetta uruguaiana, 42ª Primera dama dell'Uruguay, moglie del Presidente dell'Uruguay Luis Alberto Lacalle Pou..

## Biografia
Lorena Ponce de León Núñez è nata nel 1976 in Montevideo.
Sua madre era una batllista, mentre suo padre aveva pochi legami con la politica. Ha vissuto la sua infanzia nel quartiere di La Blanqueada, dove ha vissuto fino all'età di nove anni, quando si è trasferita a Carrasco. La sua formazione si è svolta presso la Scuola Italiana di Montevideo e la Scuola Tedesca.
Si è laureata Tecnico Forestale alla Facoltà di Scienze Agrarie dell'Universidad de la Empresa e ha studiato Tecnica Forestale presso la Scuola di Giardinaggio Prof. Julio E. Muñoz.

### First Lady dell'Uruguay
A marzo 2020 ha lanciato Sembrando ("Seminando"), programma che mira a sostenere gli imprenditori dopo la crisi sanitaria causata dalla pandemia di COVID-19. Il programma permette di consultare esperti del settore e aiuta a mettere in contatto gli imprenditori con le istituzioni legate al tema della loro imprenditorialità. Il 7 aprile ha riferito che 1.460 persone si erano iscritte.

## Vita privata
Nel novembre 1989, Ponce de León ha incontrato Luis Alberto Lacalle Pou in un raduno giovanile per celebrare la vittoria di Luis Lacalle Herrera (padre di Lacalle Pou), come presidente dell'Uruguay. Dieci anni dopo, si sono incontrati di nuovo e hanno iniziato a frequentarsi. Si sono sposati nel 2000, in un servizio condotto da Daniel Sturla nella Cattedrale Metropolitana di Montevideo. Insieme hanno tre figli: Luis Alberto, Violeta e Manuel. Luis e Violeta sono i primi gemelli nati dalla fecondazione in vitro in Uruguay.